# Arshakyan (vezetéknév)
Arshakyan (örményül: Արշակյան) egy örmény vezetéknév. A vezetéknévvel rendelkező nevezetes személyek a következők:
- David Arshakyan (1994) örmény labdarúgó
- Inga és Anush Arshakyan (született 1980-ban és 1982-ben), örmény népdalénekesek